# Æðey
Æðey (Eidereend-eiland) is het grootste eiland in de Ísafjarðardjúp, een grote fjord in het noordwesten van IJsland. 
Æðey, dat 1,26 km² groot is, is een van de belangrijkste broedplaatsen van eidereenden van IJsland en aan deze vogels dankt Æðey haar naam (æðarfugl betekent eidereend). Het eiland steekt op haar hoogste punt 34 meter boven het zeeoppervlak uit. Het eiland is vruchtbaar en vrijwel volledig met gras begroeid. Behalve eidereenden komen er ook vele andere vogelsoorten voor.
Vroeger stond er op Æðey een kerkje en een boerderij en werd het als uitvalbasis voor vissersboten gebruikt. Sinds 1946 staat er een meteorologische waarneempost.
De belangrijkste andere eilandjes in de Ísafjarðardjúp zijn Vigur en Borgarey.